# Marco Pinotti
Marco Pinotti (ur. 25 lutego 1976 w Osio Sotto) – włoski kolarz szosowy, zawodnik profesjonalnej grupy BMC Racing Team. 
Zdobywca srebrnego medalu mistrzostw świata w drużynowym wyścigu na czas w 2012. Dwukrotny etapowy zwycięzca Giro d'Italia. Zwycięzca etapu Tour de Pologne 2000 z Wałbrzycha (zajął też drugie miejsce na etapie do Warszawy w Tour de Pologne 2007). Trzeci kolarz Tour de Romandie w 2008.
Startował w igrzyskach olimpijskich w 2012 zajmując 5. miejsce w jeździe indywidualnej na czas.

## Najważniejsze zwycięstwa i sukcesy
- 2000
  - 1. miejsce na 5. etapie Tour de Pologne
- 2003
  - 1. miejsce na 4. etapie Vuelta al País Vasco
- 2005
  -  1. miejsce w mistrzostwach Włoch (jazda indywidualna na czas)
- 2007
  - lider w Giro d'Italia (przez cztery etapy)
  -  1. miejsce w mistrzostwach Włoch (jazda indywidualna na czas)
- 2008
  - 1. miejsce na 21. etapie Giro d'Italia
  -  1. miejsce w mistrzostwach Włoch (jazda indywidualna na czas)
  - 1. miejsce w Tour of Ireland
- 2009
  - 1. miejsce na 5. etapie Vuelta al País Vasco
  -  1. miejsce w mistrzostwach Włoch (jazda indywidualna na czas)
- 2010 
  -  1. miejsce w mistrzostwach Włoch (jazda indywidualna na czas)
  - 1. miejsce w prologu Tour de Romandie
  - 9. miejsce w Giro d'Italia
- 2011
  - lider w Giro d'Italia (przez jeden etap)
  - 4. miejsce w Tour de Romandie
  - 6. miejsce w Tirreno-Adriático
- 2012
  - 1. miejsce na 21. etapie Giro d'Italia
  - 1. miejsce na 6. etapie Dookoła Austrii
  - 3. miejsce w mistrzostwach świata w jeździe drużynowej na czas
- 2013
  -  1. miejsce w mistrzostwach Włoch (jazda indywidualna na czas)